# Mesqan
El mesqan és una llengua etiòpica parlada per unes 25.000 persones a la zona de Mareqo (Regió Gurage Occidental, Etiòpia) i que juntament amb l'inor, el mesmes i el sebat bet gurage forma part de les llengües gurage occidentals, subdivisió de l'etiòpic meridional exterior.